# Sintra
Sintra je město a sídlo obce v Portugalsku, v Estremaduře a dnešním distriktu Lisabon, asi 20 km severozápadně od Lisabonu, jehož metropolitní oblasti je součástí a s nímž je spojeno příměstskou železnicí.
Počátky Sintry sahají do středověku, popis tohoto místa je dochován z 11. století od portugalsko-arabského geografa Al-Bacra. Ve městě se nacházela řada staveb islámské architektury, avšak během reconquisty při dobývání města byla většina z nich zbořena. Sintra se díky své výhodné poloze nedaleko Lisabonu a dobrým klimatickým podmínkám stala letním sídlem královské rodiny. Také byla díky maurskému hradu, množství paláců, zahrad, parků, postavených a vybudovaných v různých slohových obdobích, nazývána pohádkovým městem. Sintra je i s přilehlou oblastí zapsána na Seznamu světového dědictví UNESCO.

## Hlavní památky

### Palácio Nacional de Sintra

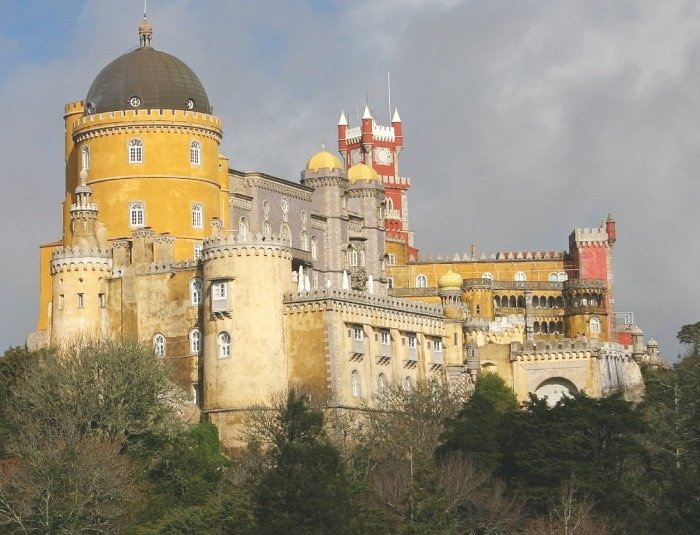
Palácio Nacional da Pena

Palácio Nacional de Sintra je palác s prvky gotického, manuelského a maurského stylu. Od 15. až do 19. století byl téměř nepřetržitě obýván královskou rodinou. Nejstarší dochovanou částí paláce je kaple ze 14. století postavená za vlády krále Dinise I. Hlavní části paláce byly postaveny za vlády krále Jana I. Za zmínku stojí především Sala das Pegas (Labutí sál), Sala das Cisnes (Sál strak) či Sala dos Árabes (Arabský sál). O další rozvoj paláce se v letech 1497 až 1530 zasloužil král Manuel I. Z tohoto období pochází například Sala dos Brasões (Sál erbů). Od roku 1676 až do roku 1683 byl v paláci svým bratrem Pedrem II. vězněn psychicky labilní král Alfons VI. Roku 1755 postihlo Lisabon a jeho okolí zemětřesení, které poničilo i tento palác. Po založení republiky, roku 1910 se palác stal národní památkou.

### Palácio Nacional da Pena

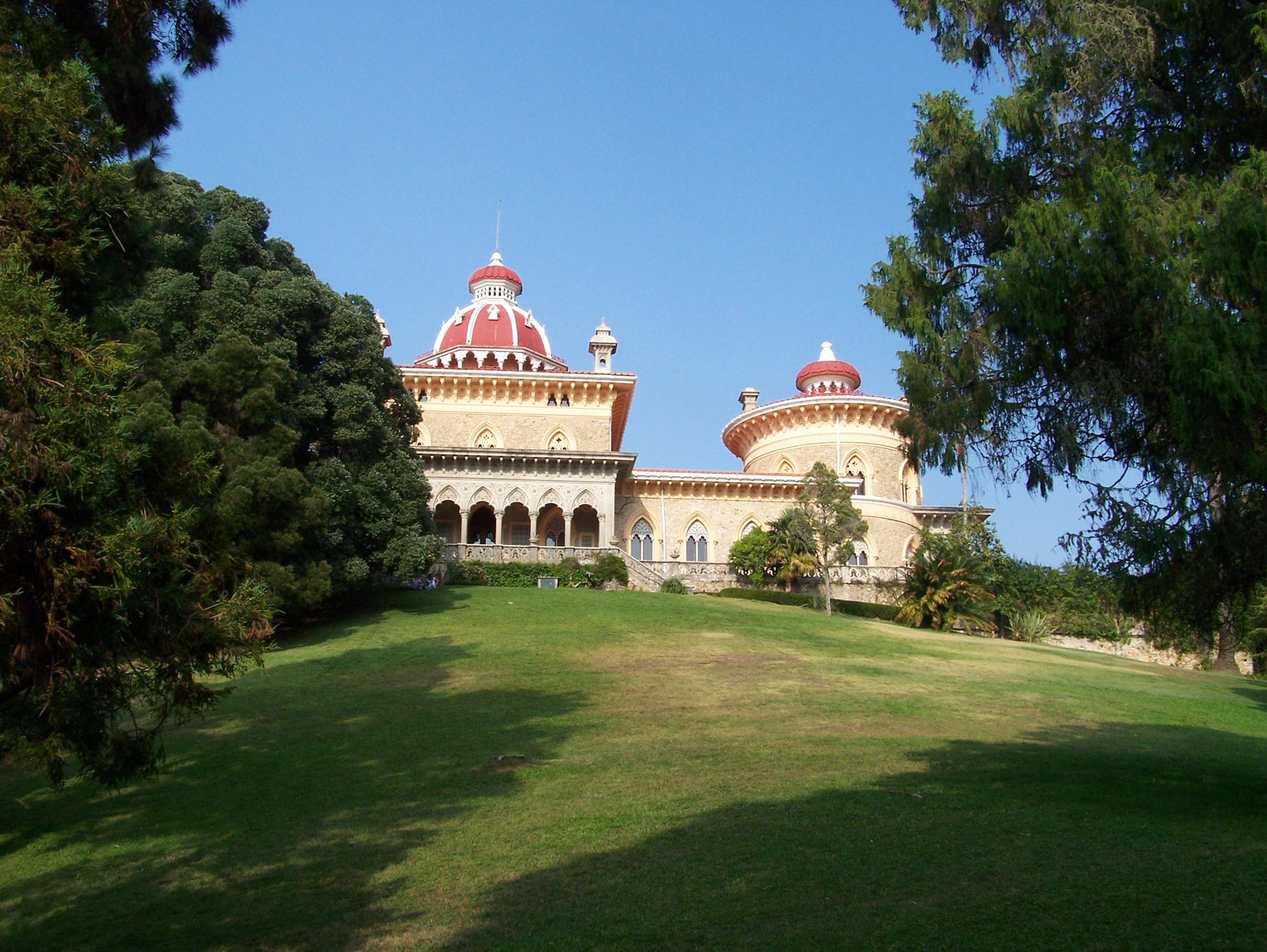
Monserrate

Tento palác je jednou z největších romantických staveb 19. století ve světě. Stojí na místě dřívějšího kláštera, který nechal pro řád svatého Jeronýma postavit král Manuel I. Roku 1755 byl ale klášter téměř celý zničen zemětřesením a dlouho zůstal v troskách. Zajímat se o něj začal až král Ferdinand II., který ho v letech 1842 až 1854 nechal přestavit na královský palác. Přestavbu král svěřil německému architektovi, geografovi a geologovi, baronovi Wilhelmu Ludwigovi von Eschwege, jeho spolupracovníkem ve vytváření rozsáhlého parku v romantickém duchu byl Václav Cífka, český zahradní architekt a umělec působící v Portugalsku. Po králově smrti byl palác prodán královi Ludvíkovi I. a roku 1889 se stal majetkem státu.

### Monserrate
Pozemek, na kterém dnes stojí palác Monserrate obklopený stejnojmenným parkem, byl původně majetkem řádu Monserrate. Roku 1790 si pozemek pronajal anglický obchodník Gerard DeVisme a postavil si zde novogotický dům. Od roku 1793 zde pobýval anglický spisovatel William Beckford. Poté palác dlouho chátral. V té době ho navštívil básník Lord Byron, který toto místo zmiňuje i ve svém slavném díle Childe Haroldova pouť. Roku 1855 ho koupil další slavný Angličan, Sir Francis Cook. Tento anglický baronet, kterému později portugalský král Ludvík I. udělil titul vikomt z Monserrate, zde roku 1858 nechal postavit romantický palác, jehož architektem byl James Knowles. Palác mnoho let sloužil jako letní sídlo rodiny Cookových a od roku 1949 je majetkem státu.

### Quinta da Regaleira
Tento palác je také známý pod jménem Palác milionáře Monteira (Palácio do Monteiro dos Milhões) podle svého prvního majitele jménem António Augusto Carvalho Monteiro. Součástí paláce je překrásná kaple a velký park s mnoha jezery, jeskyněmi, fontánami a dalšími zajímavými stavbami. Monteiro si pro sebe přál sídlo, které by odráželo jeho zájmy, alchymii, zednářství, templářství a rosekruciánský řád. Najal si tedy italského architekta Luigiho Maniniho, a ten v letech 1904 až 1910 vytvořil mnoho staveb, ve kterých najdeme prvky romantismu, gotické renesance i manuelského slohu. Palác mnoho let sloužil jako soukromá rezidence různých majitelů. Roku 1997 ho získalo město, prošel rozsáhlou renovací a o rok později byl zpřístupněn veřejnosti. Dnes je palác dějištěm mnoha kulturních akcí.

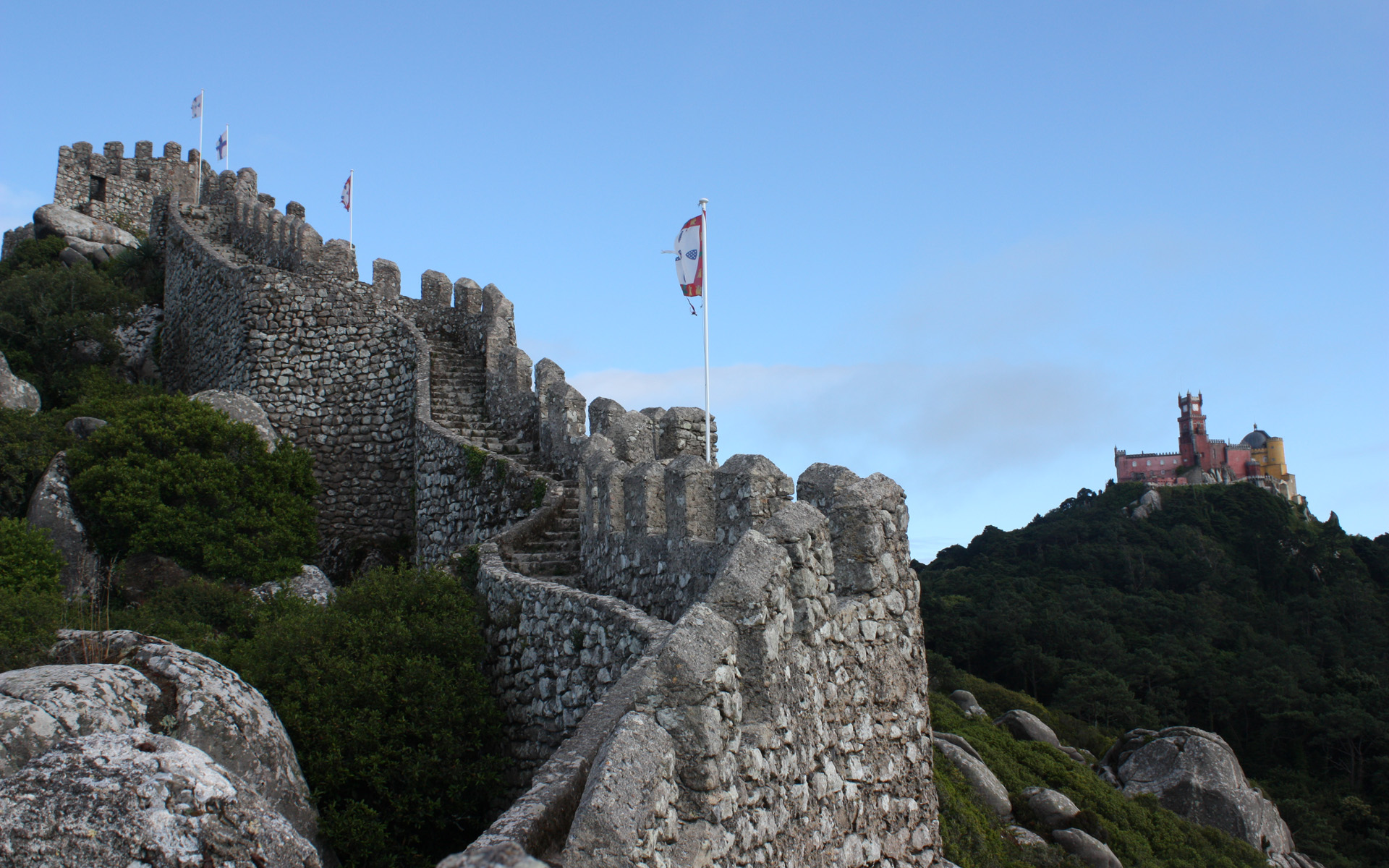
Maurský hrad

### Palácio de Seteais
Tento neoklasicistický palác z 18. století byl postaven pro holandského konzula Daniela Gildemeestera. Po jeho smrti ho koupil markýz Diogo José Vito de Menezes Noronha Coutinho a nechal k němu přistavět další křídla. Roku 1946 palác získala portugalská vláda a dnes slouží jako luxusní hotel a restaurace.

### Castelo dos Mouros
Castelo dos Mouros (Maurský hrad) je hrad původně postavený Maury někdy v 9. nebo 10. století. Dnešní podobu získal v 19. století, kdy ho nechal v romantickém stylu renovovat portugalský král Ferdinand II.

## Galerie

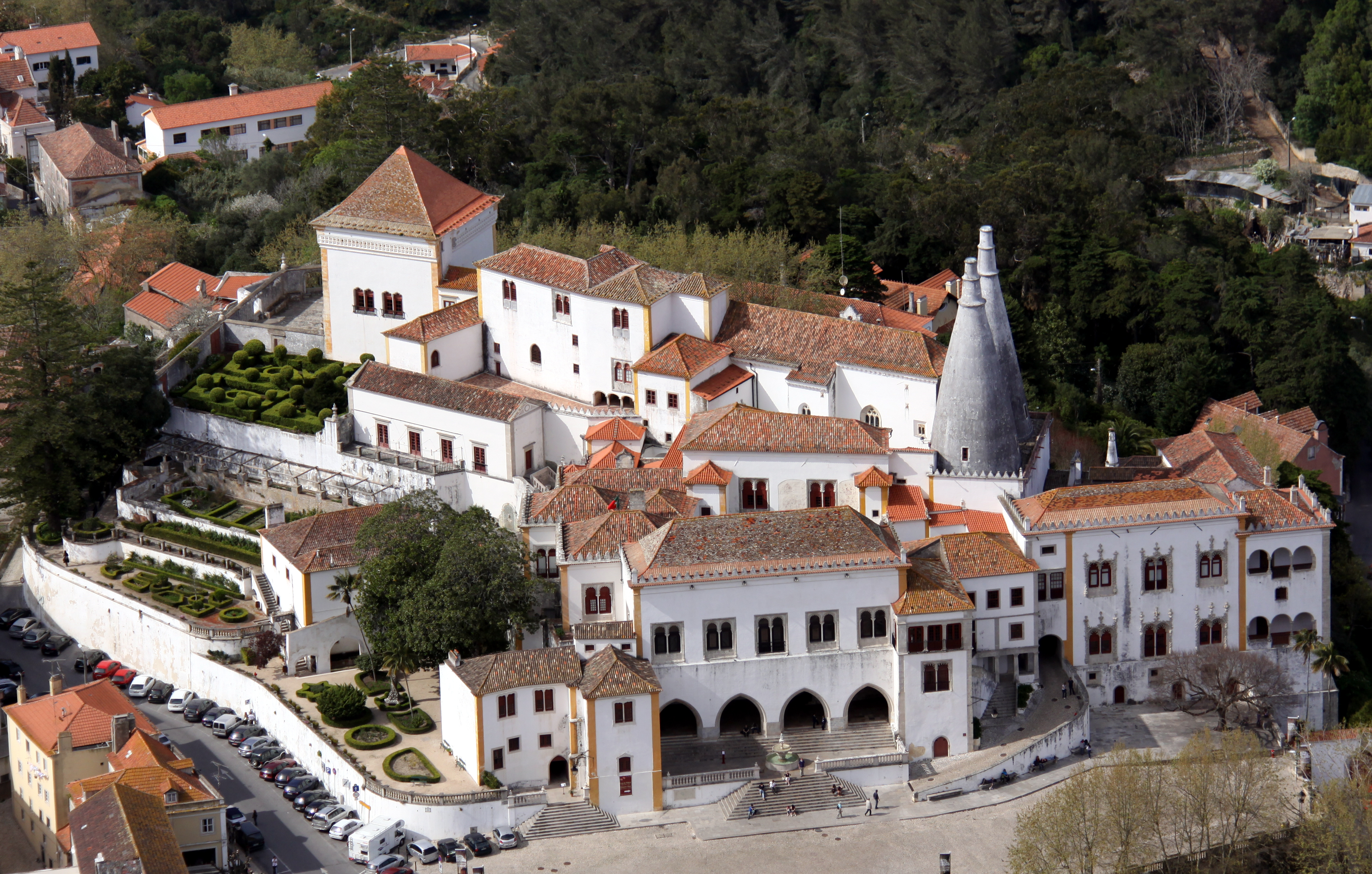
Palácio Nacional de Sintra
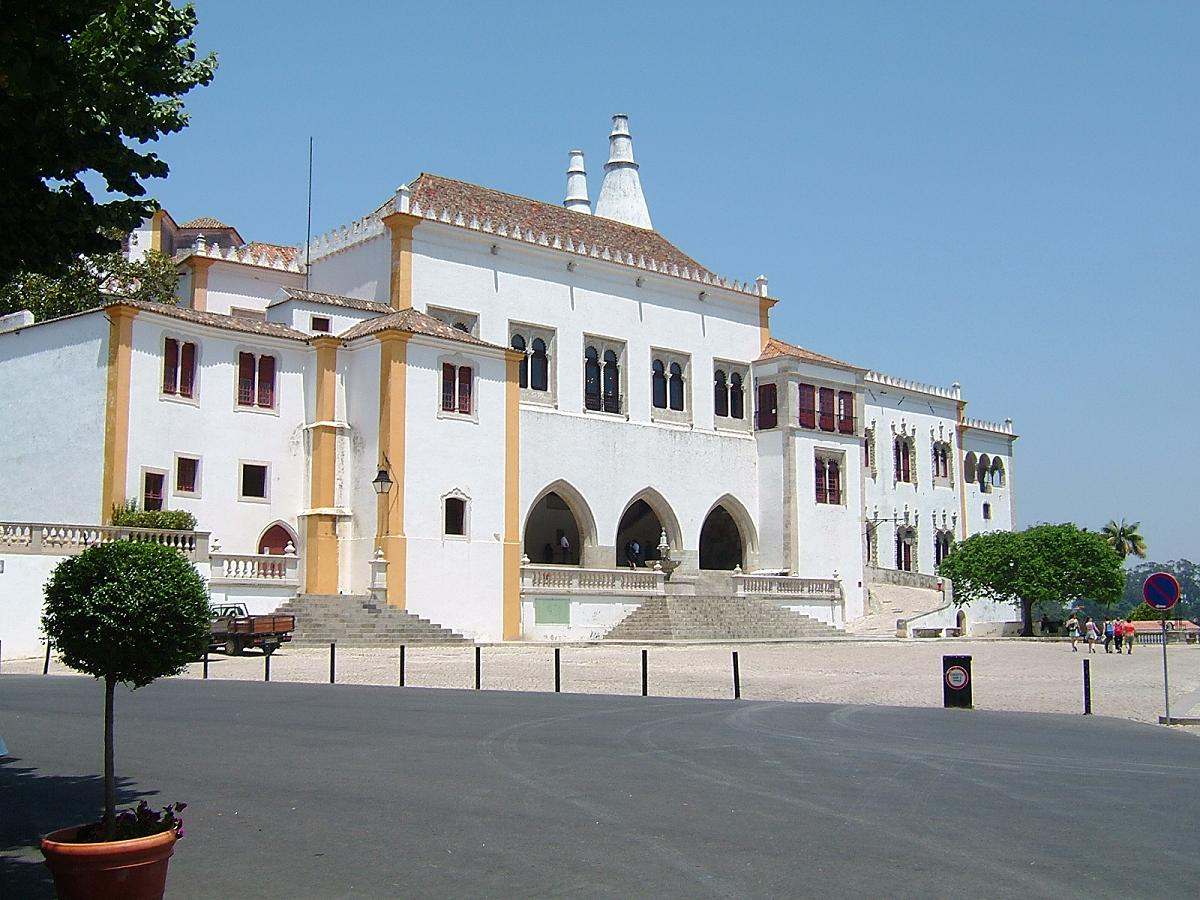
Palácio Nacional de Sintra
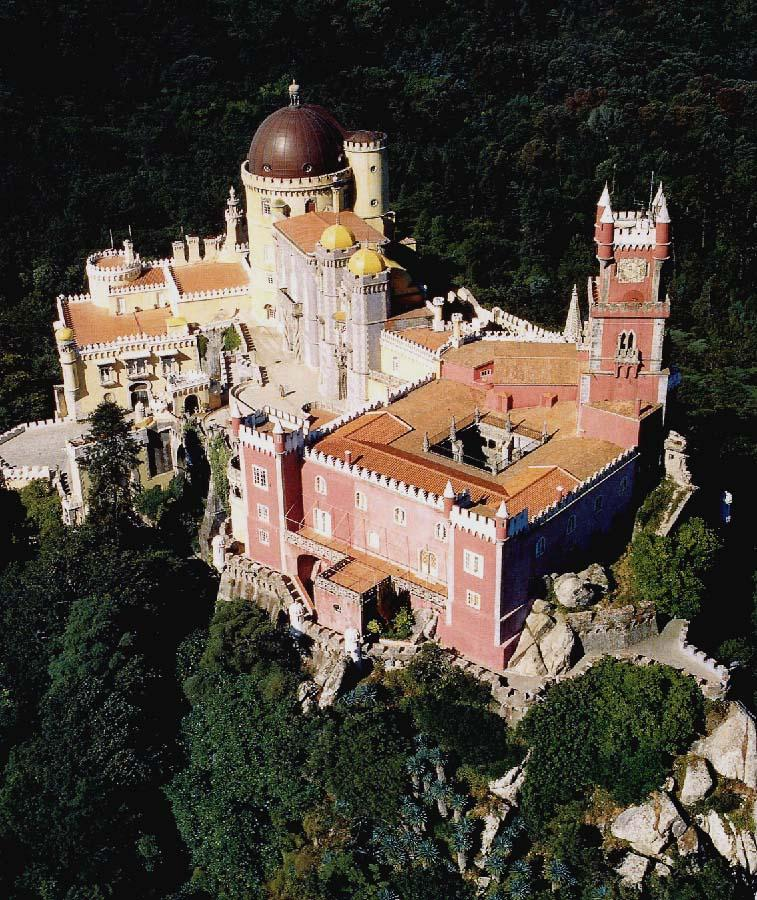
Palácio Nacional da Pena
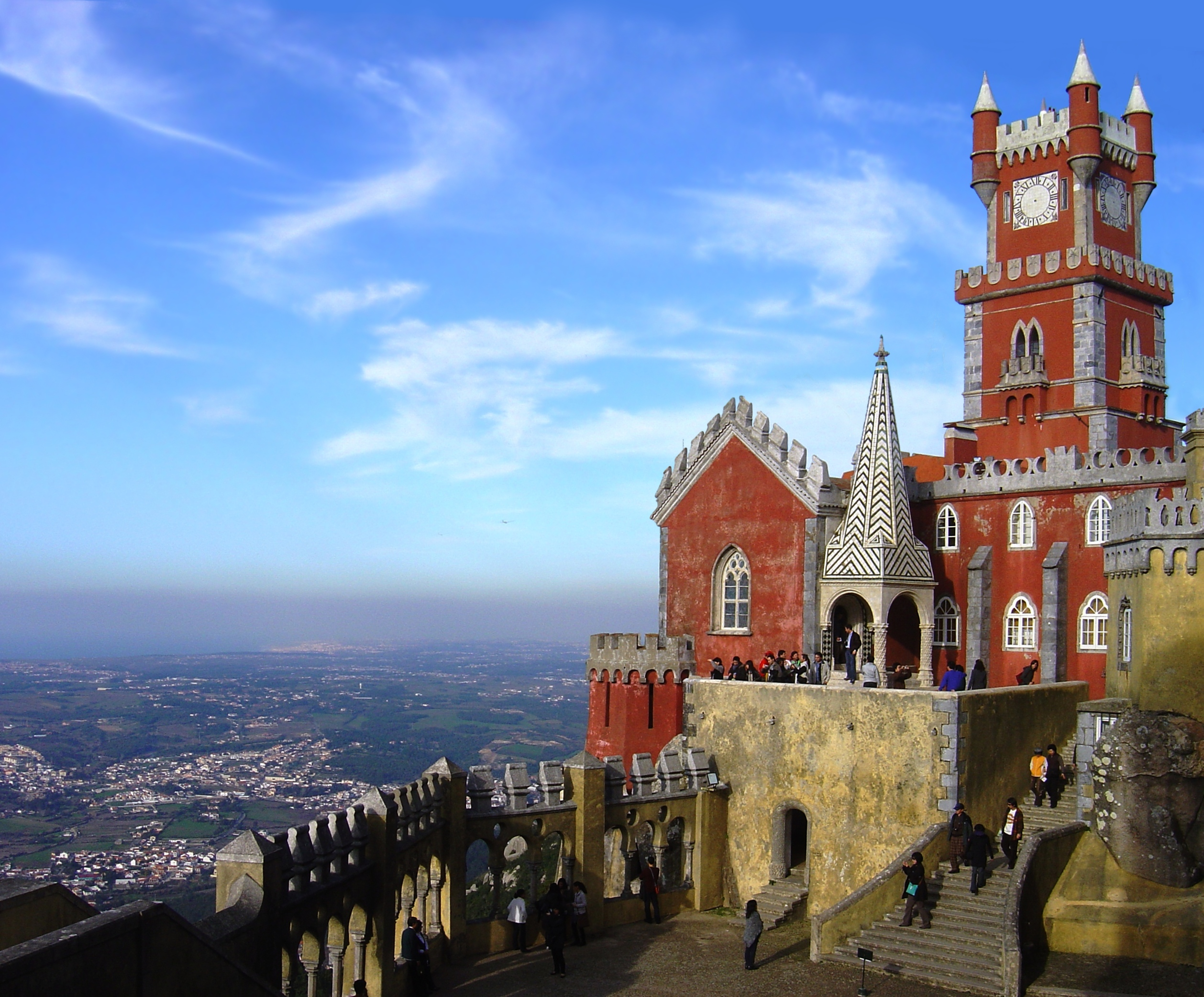
Palácio Nacional da Pena
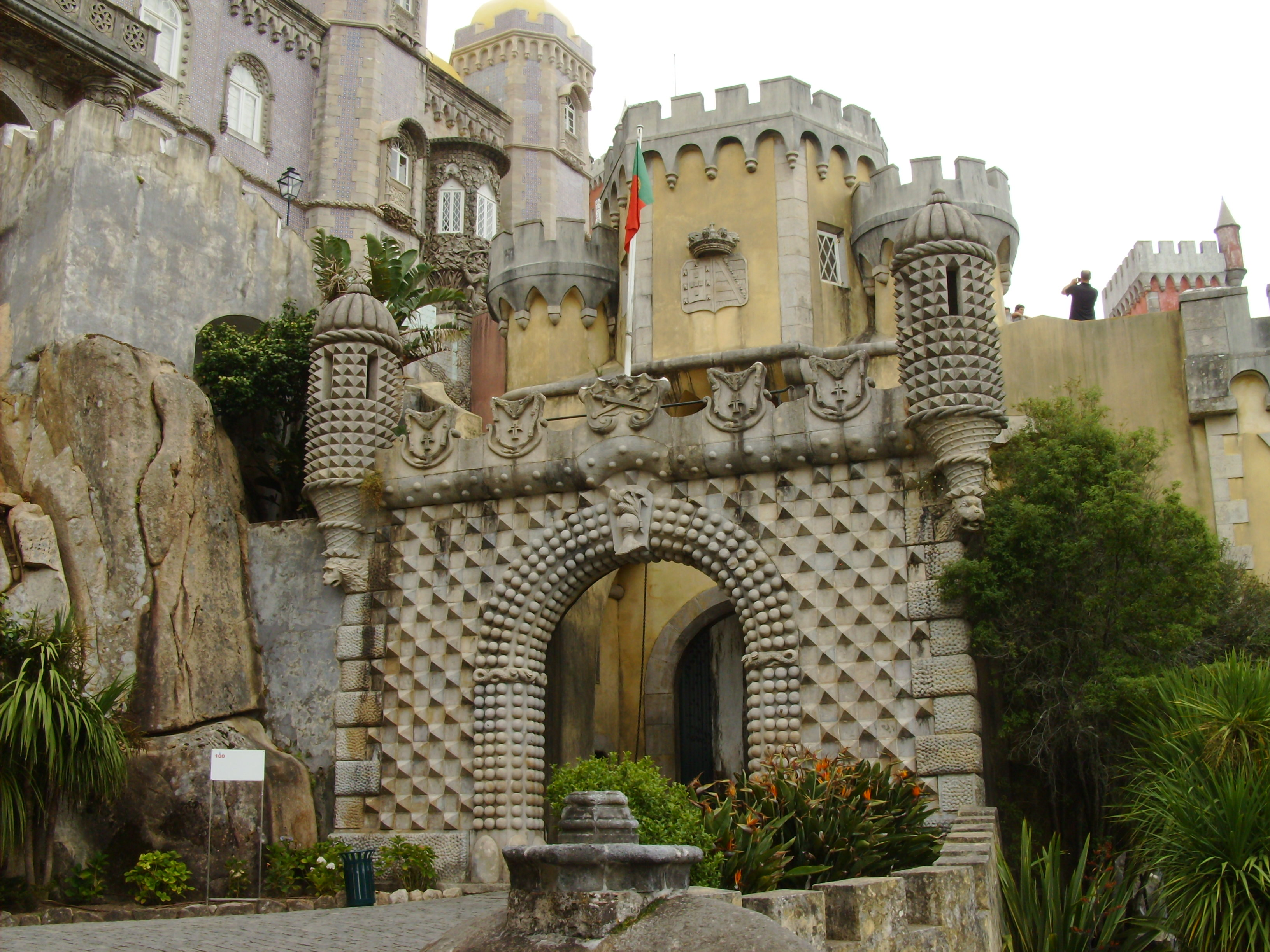
Palácio Nacional da Pena
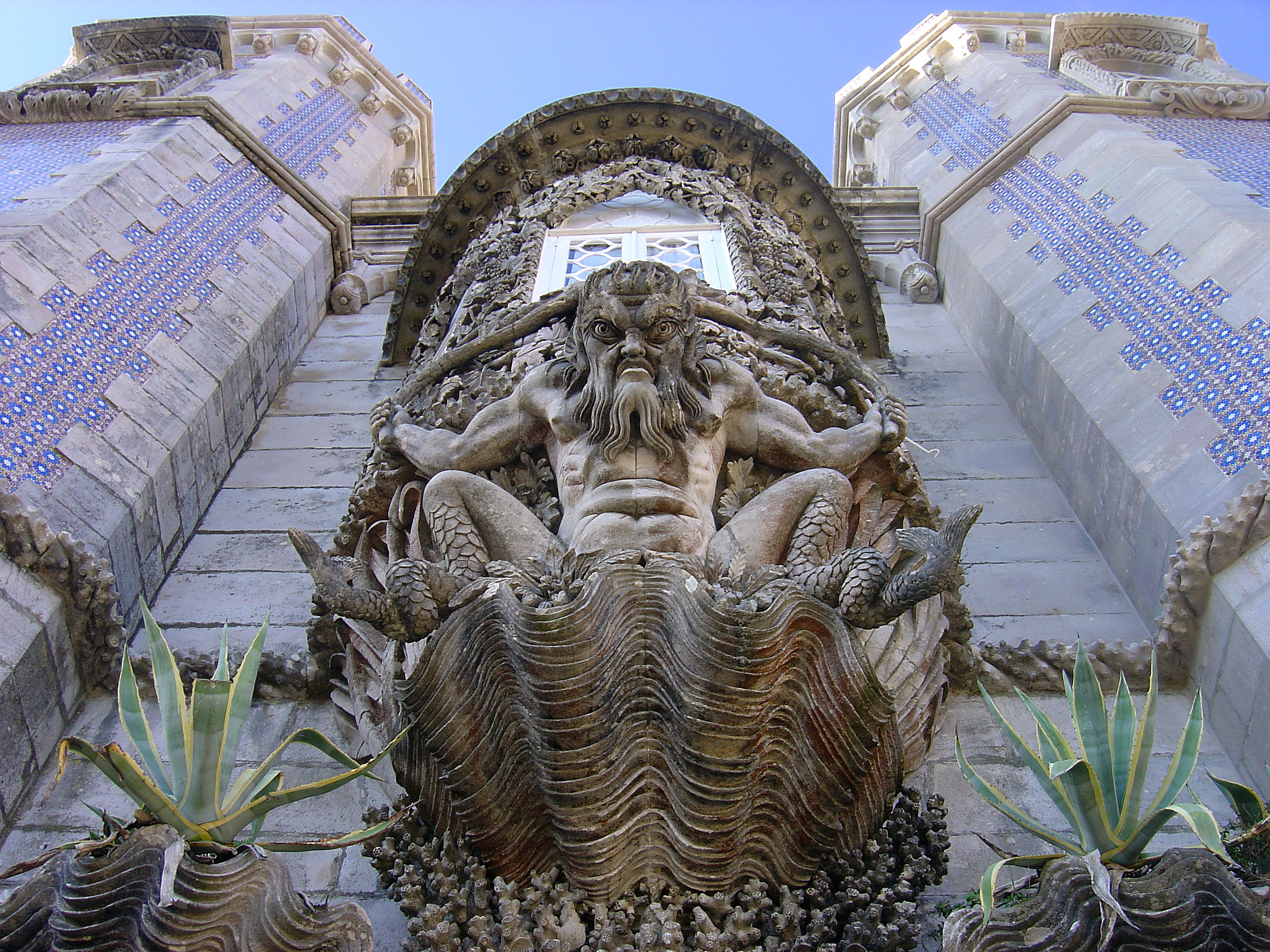
Palácio Nacional da Pena
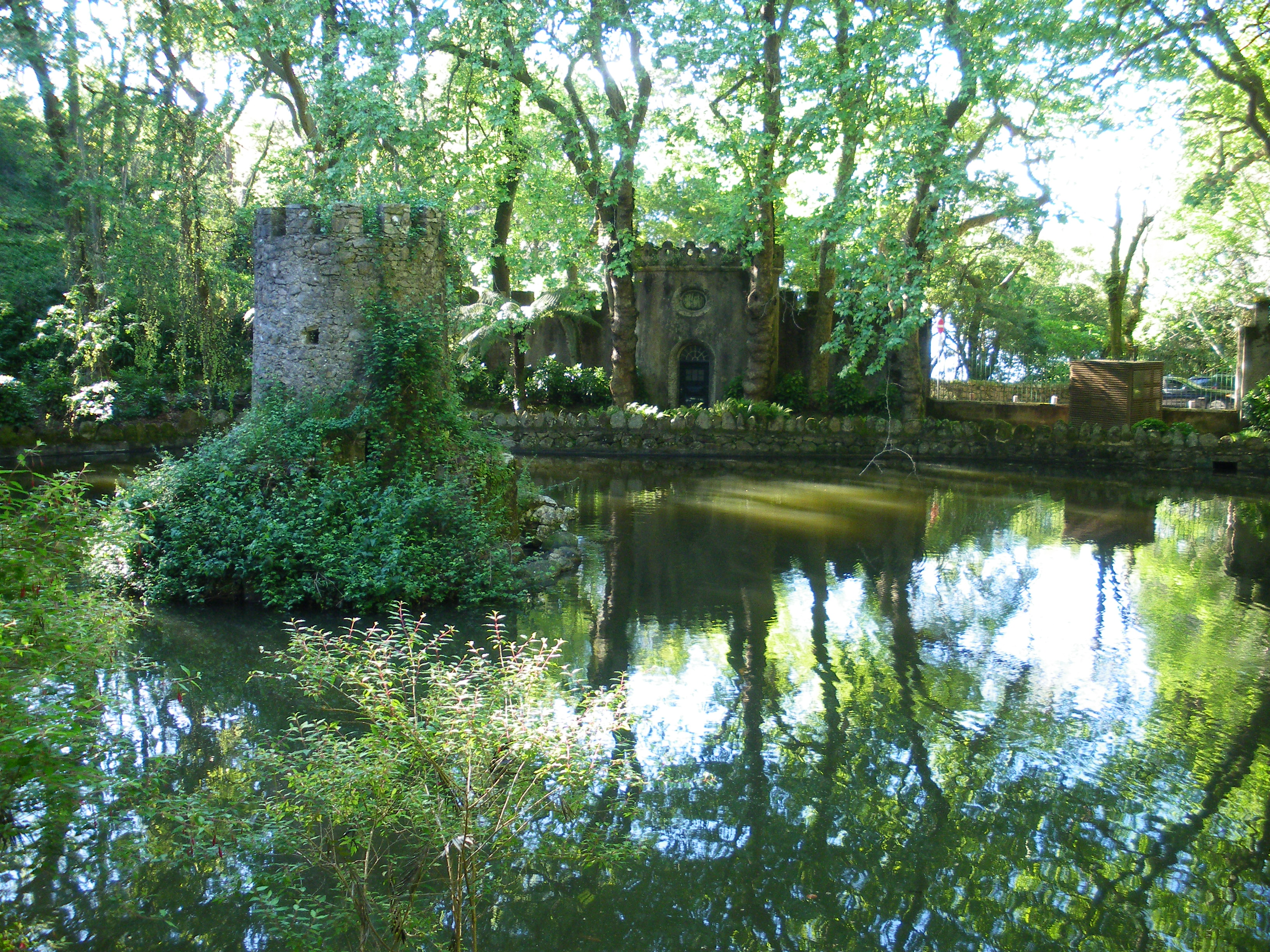
Park u Palácio Nacional de Pena
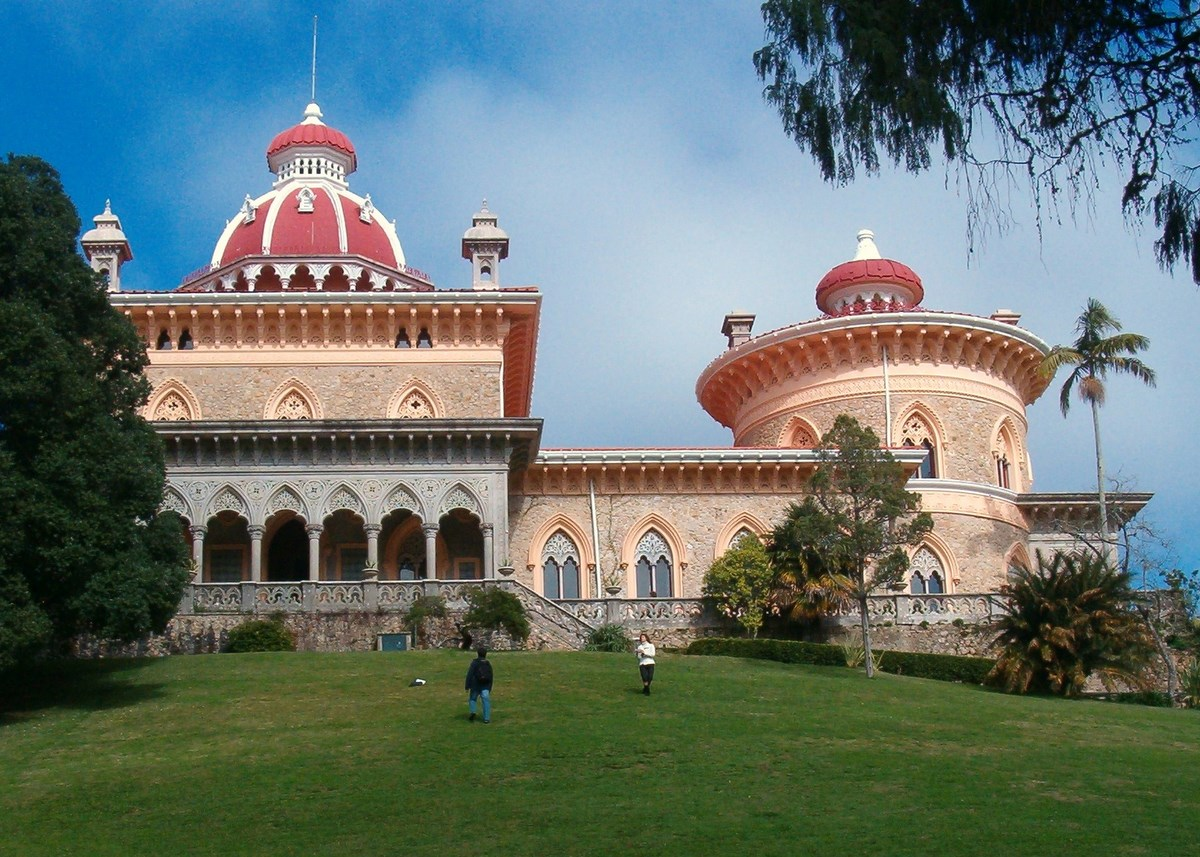
Monserrate
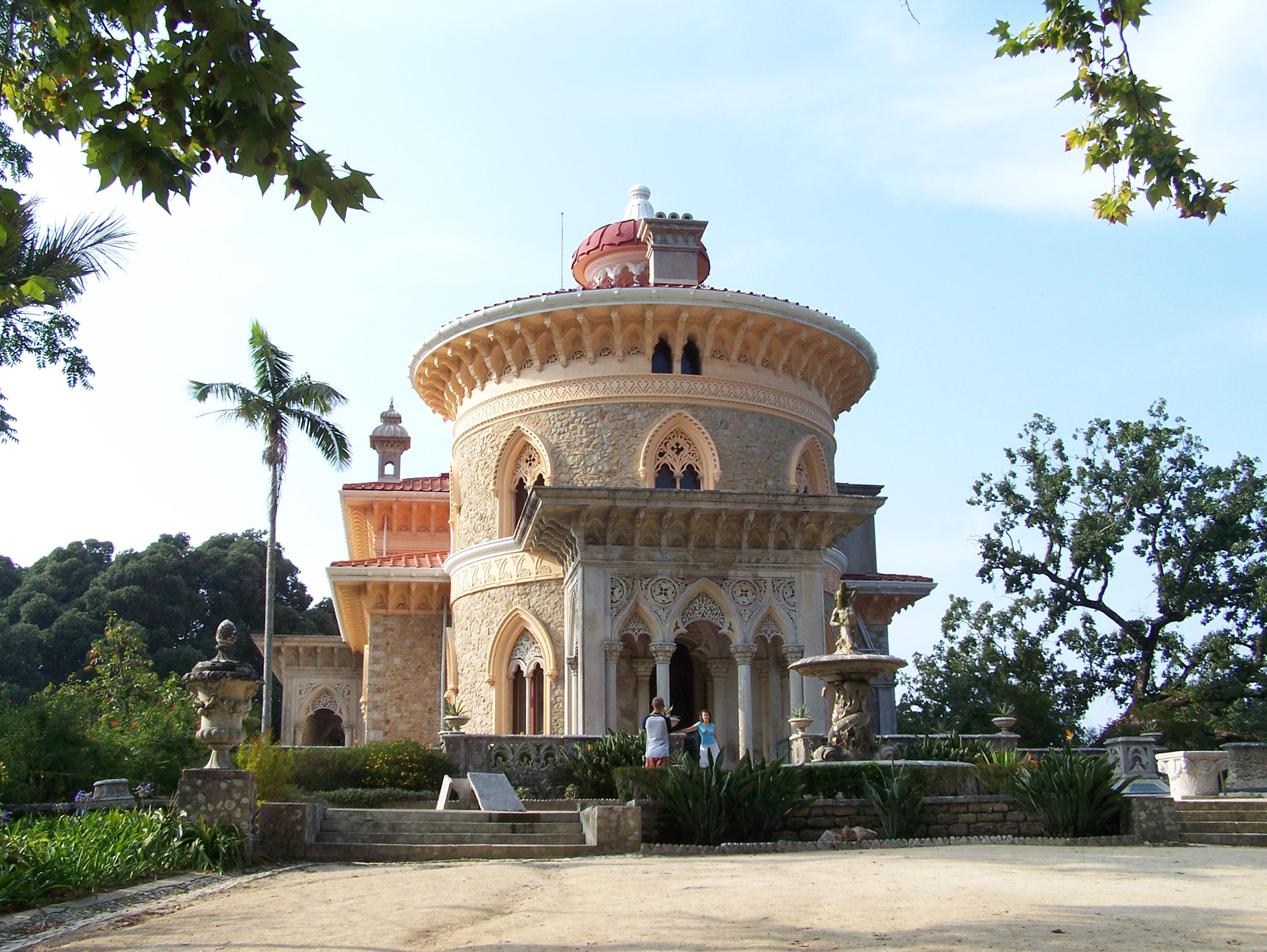
Monserrate
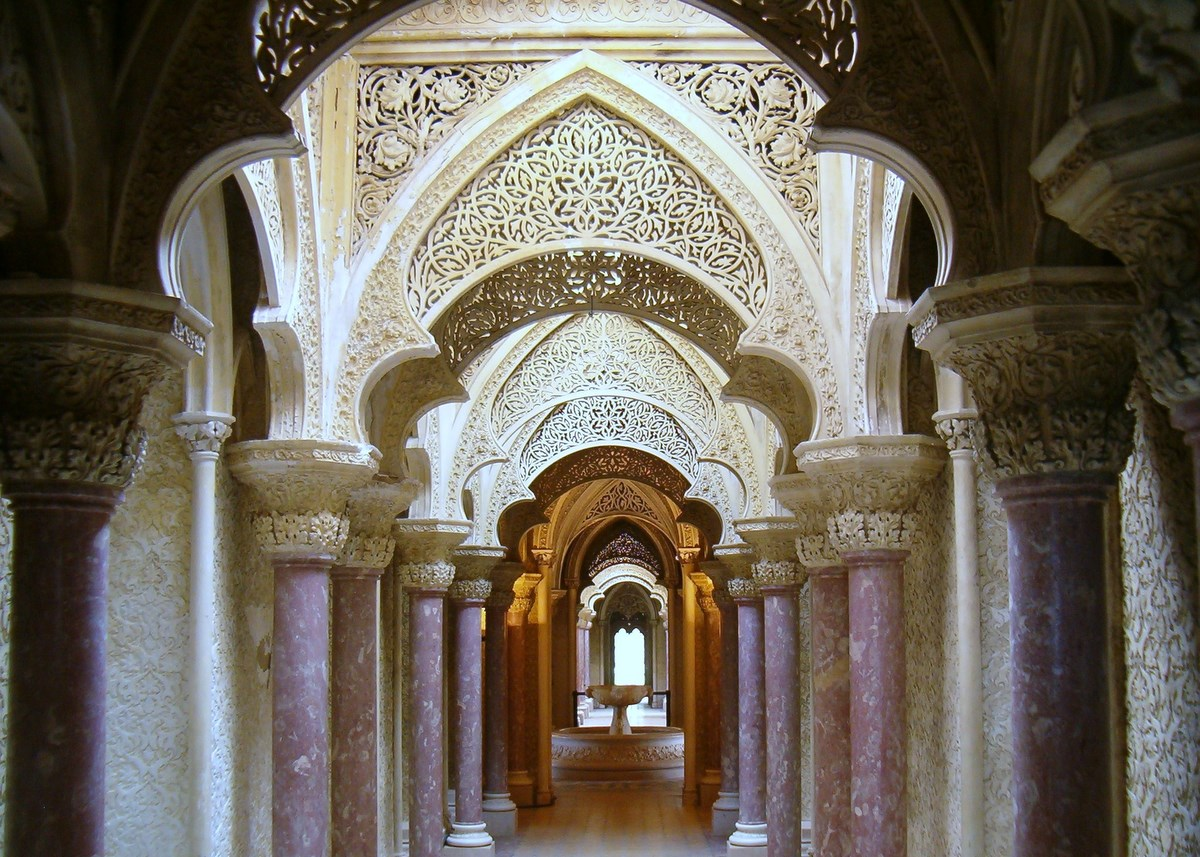
Monserrate
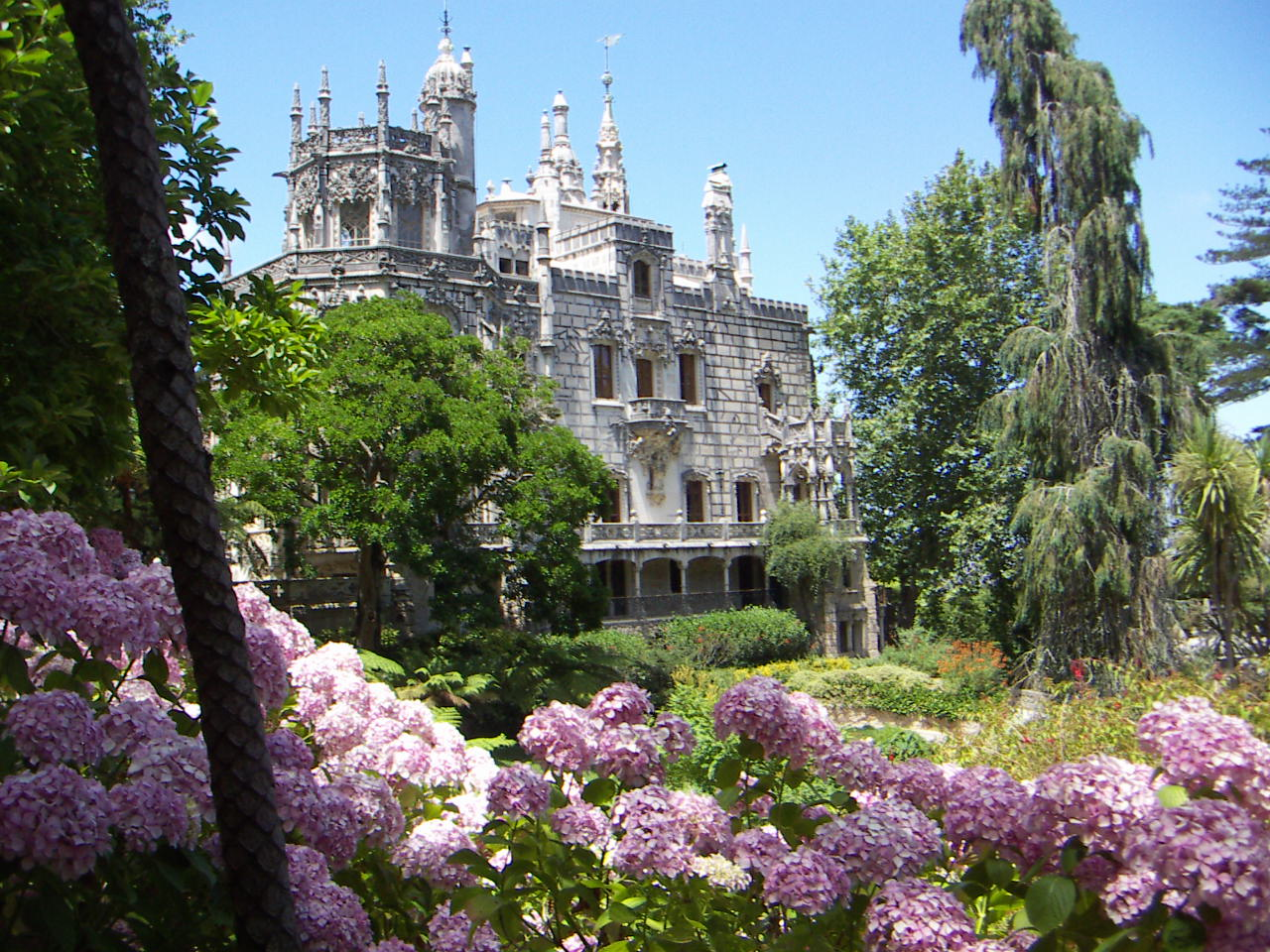
Quinta da Regaleira
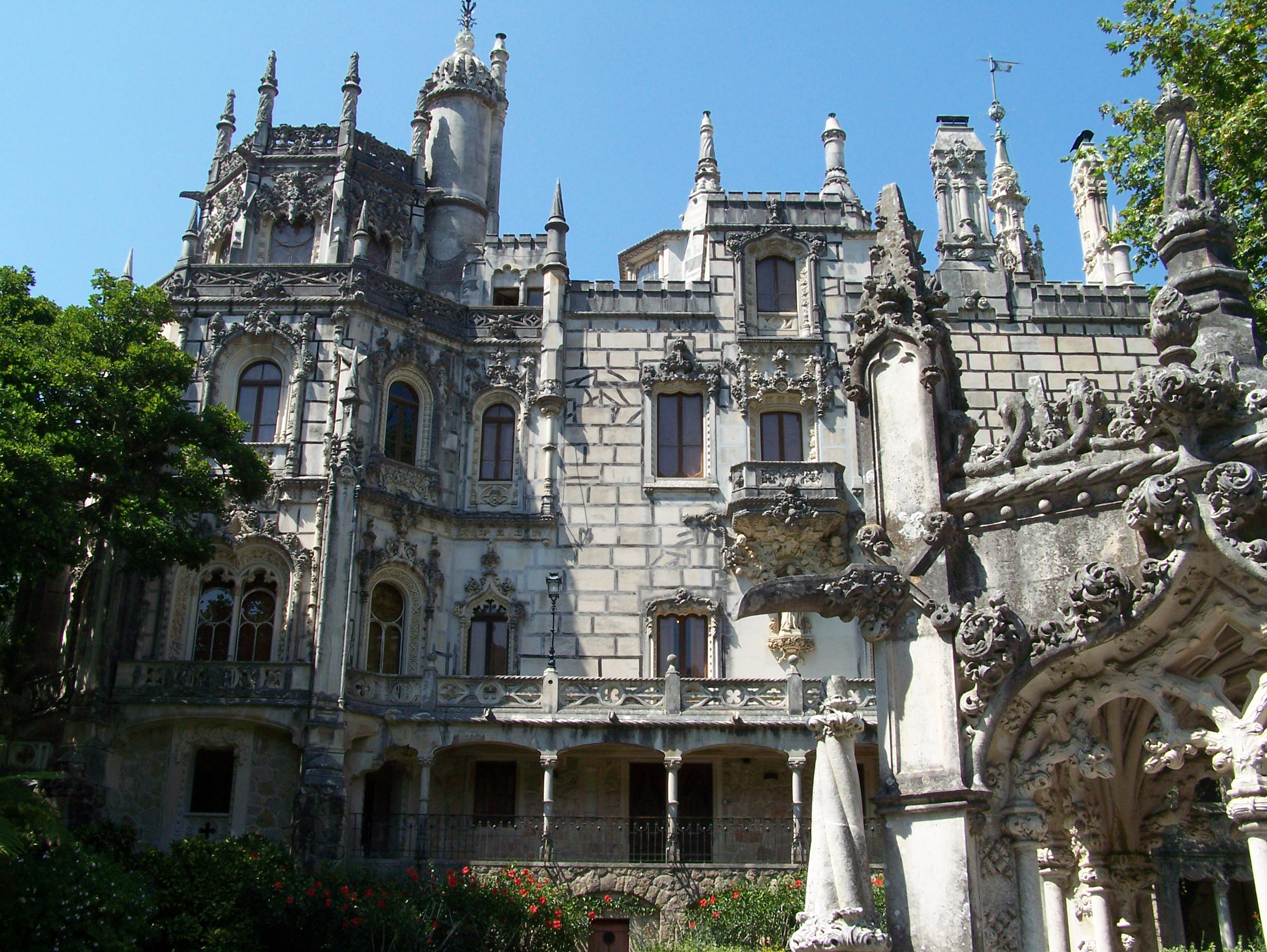
Quinta da Regaleira
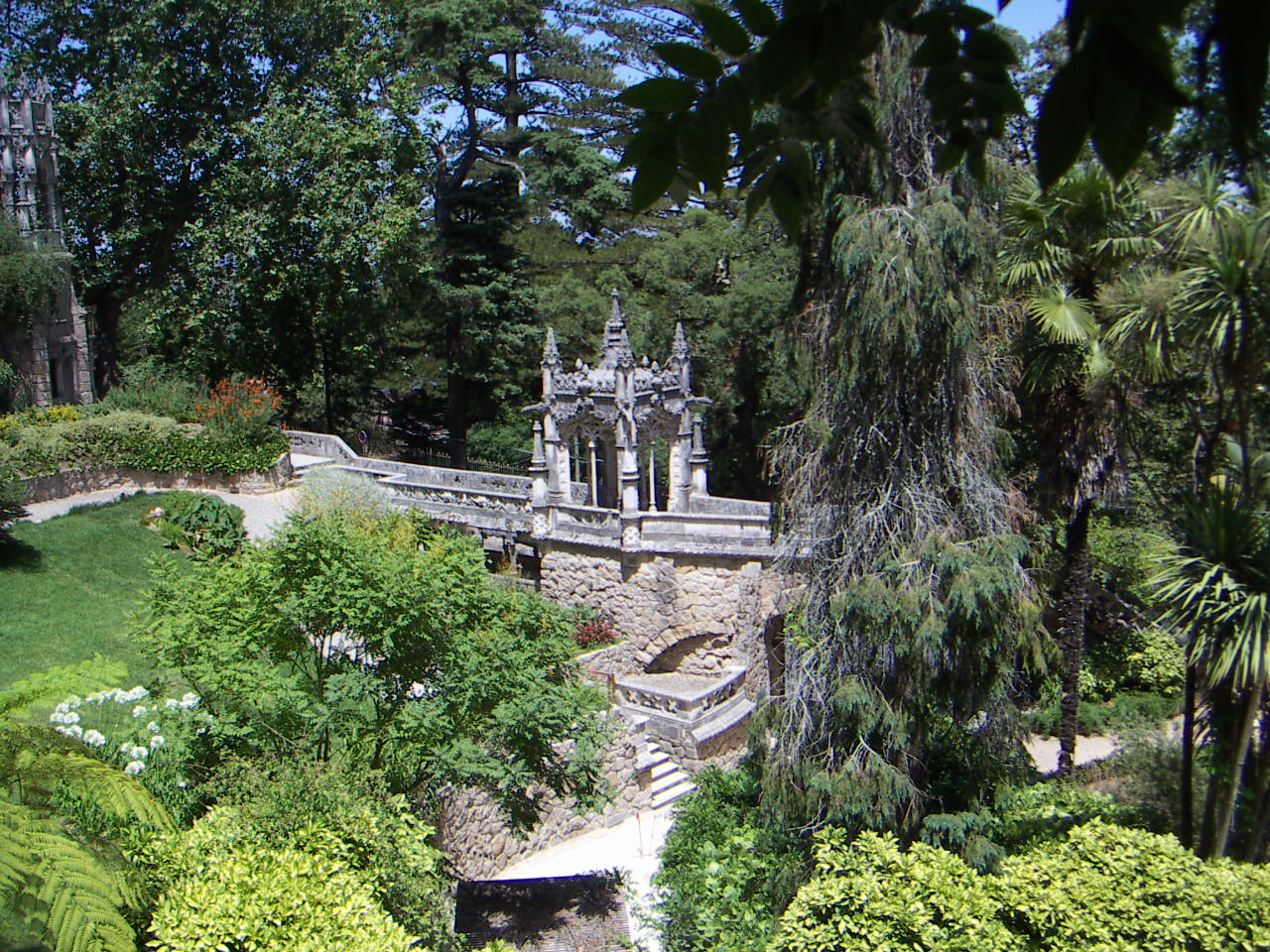
Quinta da Regaleira
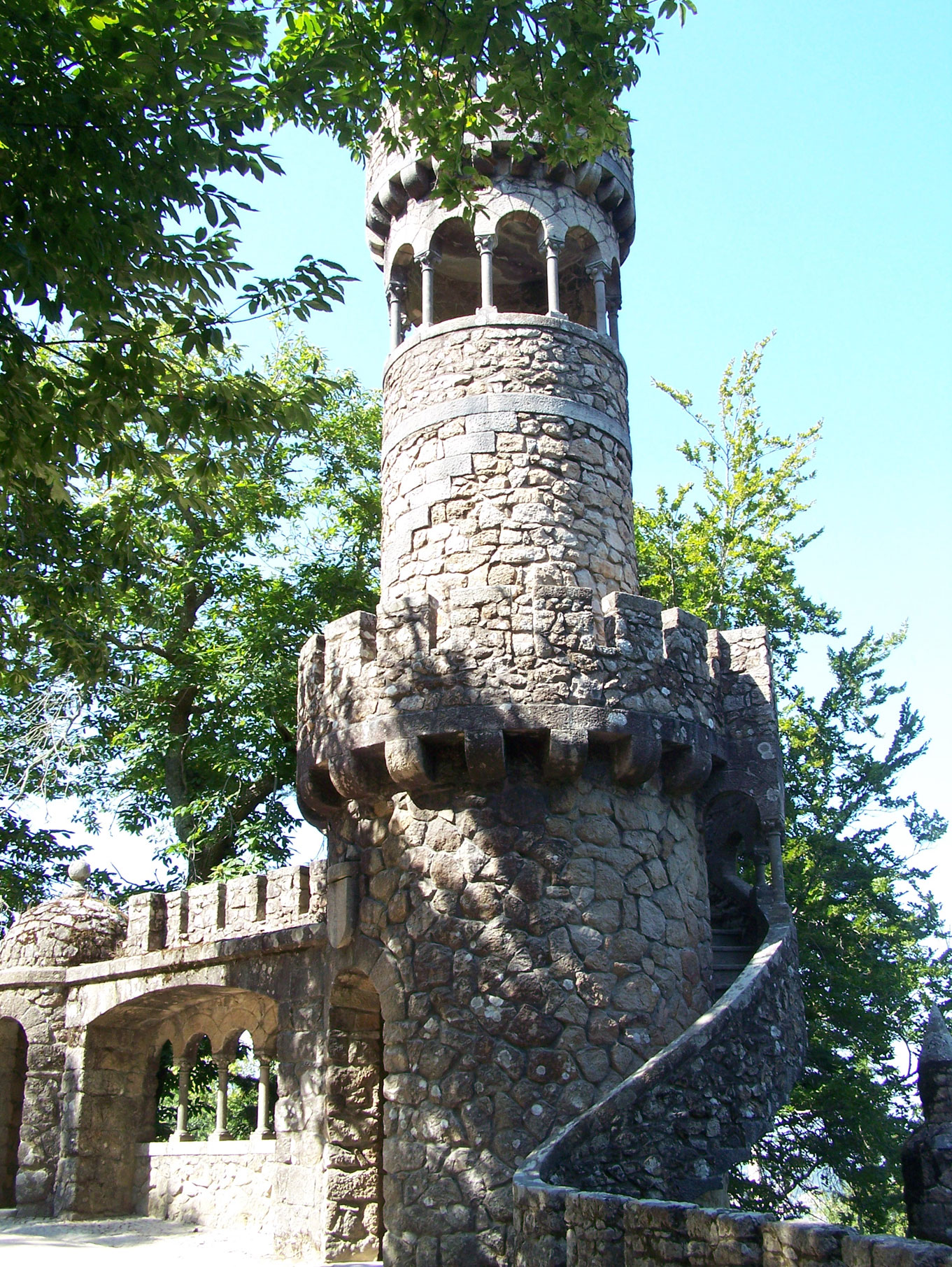
Quinta da Regaleira
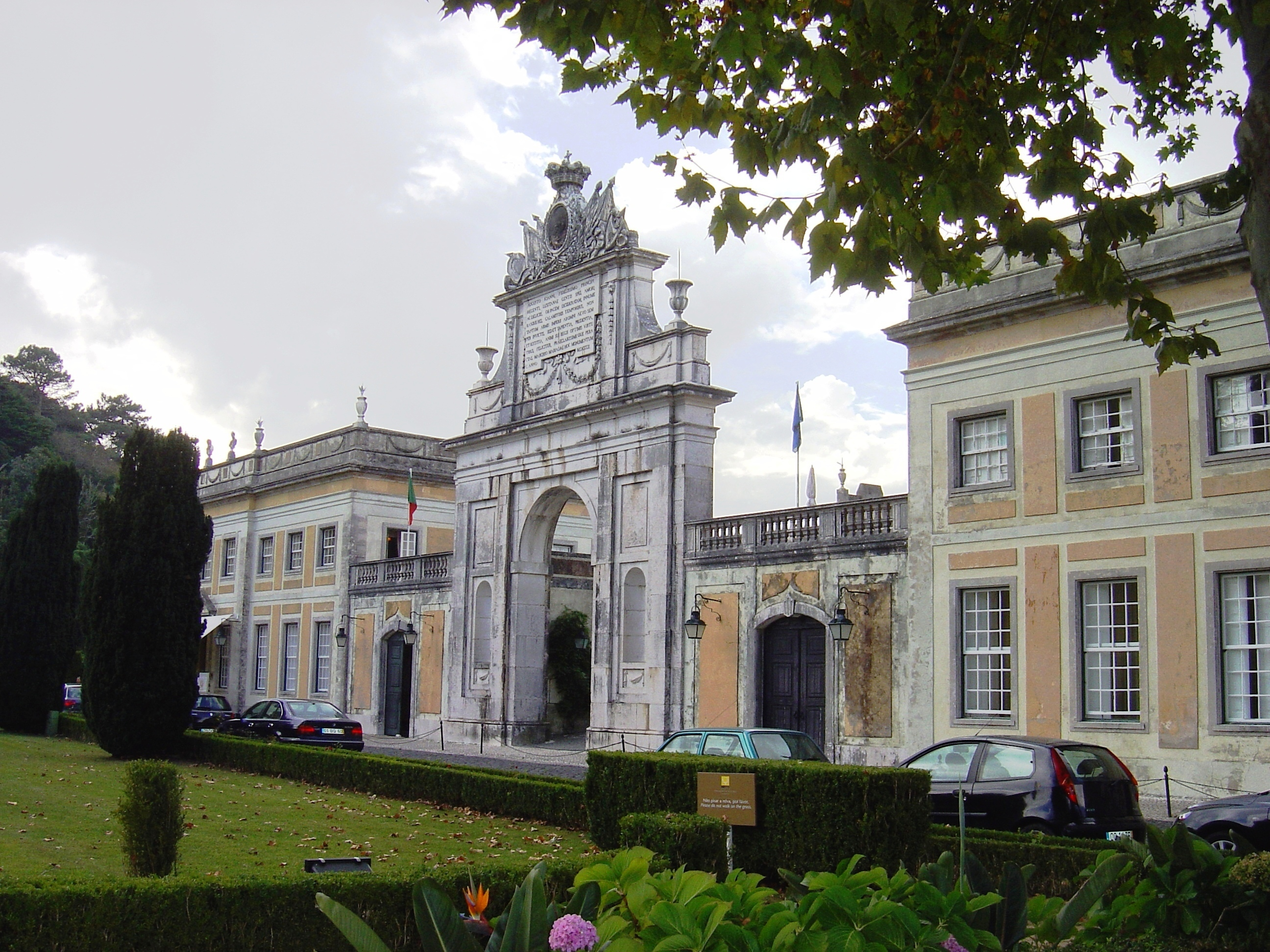
Palácio de Seteais
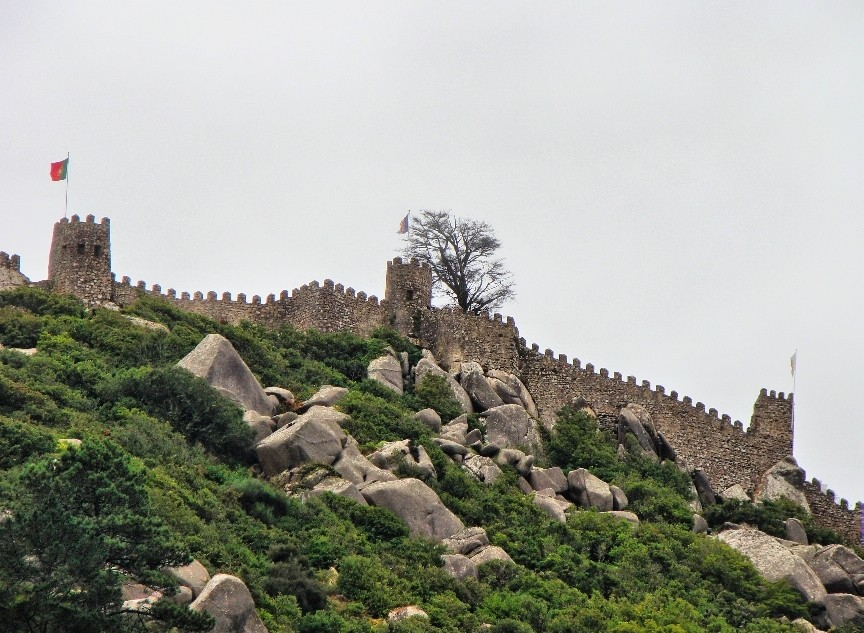
Maurský hrad
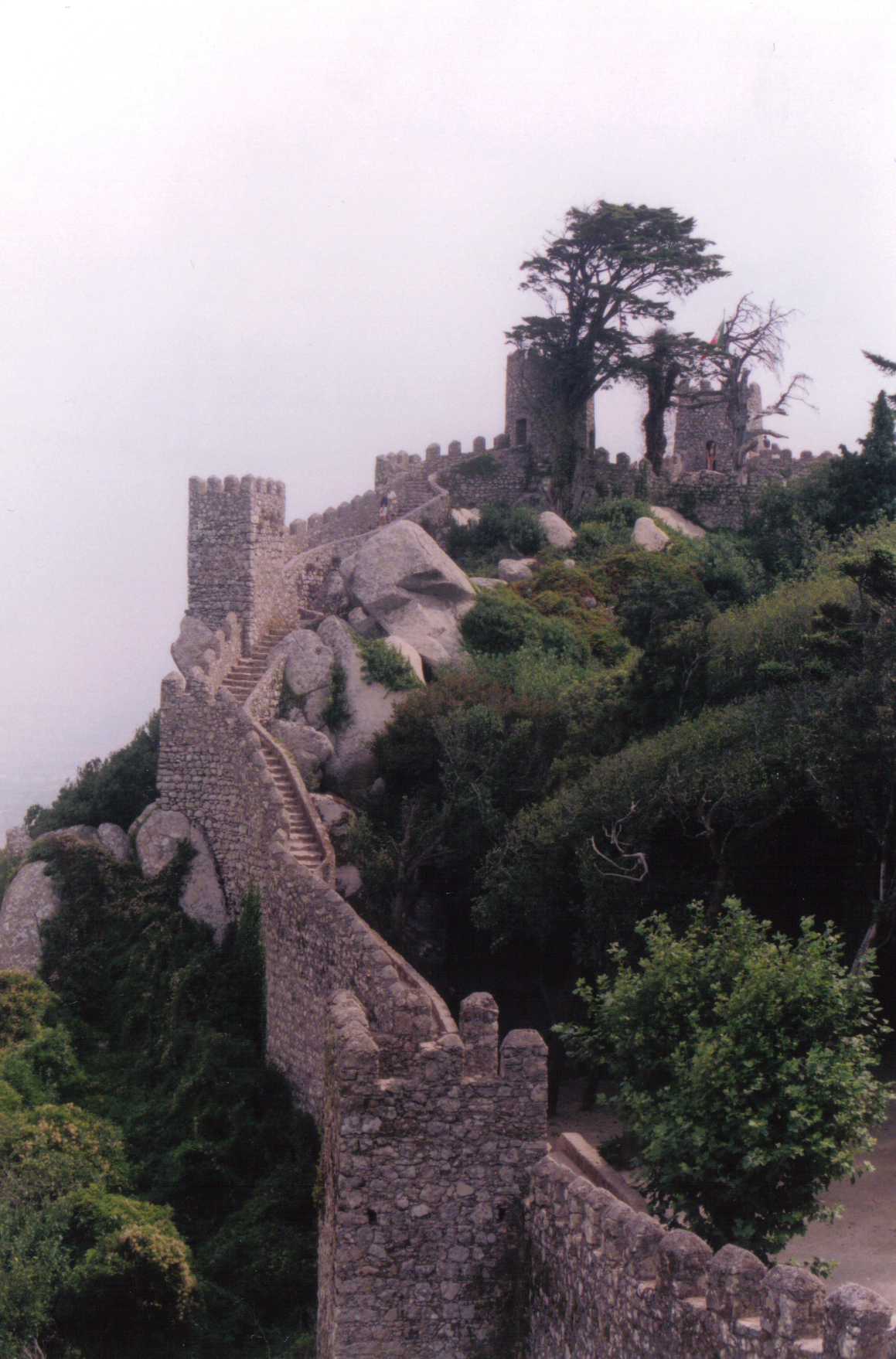
Maurský hrad